# PCHA 1912–13

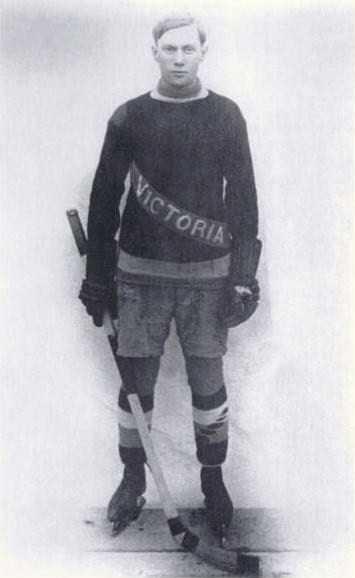
Tommy Dunderdale gjorde 24 mål på 15 matcher för Victoria Senators.

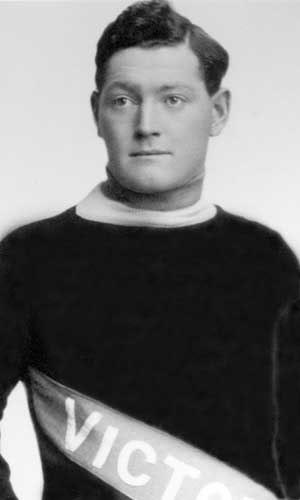
Victoria Senators George "Goldie" Prodgers.

PCHA 1912–13 var den andra säsongen av den professionella ishockeyligan Pacific Coast Hockey Association och spelades mellan 10 december 1912 och 18 mars 1913.

## Grundserie
PCHA-säsongen 1912–13 inbegrep likt den föregående säsongen 1912 tre lag från British Columbia; Victoria Senators, Vancouver Millionaires och New Westminster Royals. Lagen var avsedda att spela 16 matcher var men en match mellan Victoria Senators och New Westminster Royals ställdes in.
Ligan hade förlorat storstjärnan Newsy Lalonde från den föregående säsongen som lämnat Vancouver Millionaires och skrivit på för Montreal Canadiens i NHA, men Vancouver Millionaires ledare Frank Patrick svarade med att värva "virvelvinden" Cyclone Taylor från Ottawa Senators. Taylor gjorde 10 mål på 14 matcher för Millionaires men kunde inte stoppa Victoria Senators från att vinna ligan med 20 inspelade poäng på 15 matcher, sex poäng före Vancouver Millionaires. Victoria leddes framåt av centerforwarden Tommy Dunderdale som gjorde 24 mål på 15 matcher.

### Tabell
M = Matcher, V = Vinster, F = Förluster, O = Oavgjorda, GM = Gjorda mål, IM = Insläppta mål, P = Poäng
|                        | M  | V  | F | O | GM | IM | P  |
| ---------------------- | -- | -- | - | - | -- | -- | -- |
| Victoria Senators      | 15 | 10 | 5 | 0 | 68 | 56 | 20 |
| Vancouver Millionaires | 16 | 7  | 9 | 0 | 84 | 89 | 14 |
| New Westminster Royals | 15 | 6  | 9 | 0 | 67 | 74 | 12 |

### Resultat
ÖT = Övertid
| Månad | Dag | Bortalag        | Mål | Hemmalag        | Mål        |
| ----- | --- | --------------- | --- | --------------- | ---------- |
| Dec.  | 10  | New Westminster | 2   | Vancouver       | 7          |
| Dec.  | 13  | New Westminster | 4   | Victoria        | 6          |
| Dec.  | 17  | Victoria        | 3   | Vancouver       | 6          |
| Dec.  | 27  | Vancouver       | 4   | Victoria        | 5 ÖT 14:15 |
| Jan.  | 4   | New Westminster | 5   | Vancouver       | 10         |
| Jan.  | 9   | New Westminster | 2   | Victoria        | 3 ÖT 12:45 |
| Jan.  | 17  | Vancouver       | 3   | Victoria        | 4          |
| Jan.  | 21  | Victoria        | 5   | Vancouver       | 4          |
| Jan.  | 25a | Victoria        | 1   | New Westminster | 3          |
| Jan.  | 28  | New Westminster | 2   | Vancouver       | 8          |
| Jan.  | 31  | New Westminster | 3   | Victoria        | 7          |
| Feb.  | 4   | Victoria        | 7   | Vancouver       | 4          |
| Feb.  | 7   | Vancouver       | 3   | New Westminster | 2 ÖT 5:45  |
| Feb.  | 11  | Vancouver       | 2   | Victoria        | 7          |
| Feb.  | 15  | New Westminster | 5   | Vancouver       | 3          |
| Feb.  | 18  | Victoria        | 1   | New Westminster | 6          |
| Feb.  | 21  | New Westminster | 1   | Victoria        | 8          |
| Feb.  | 25  | Victoria        | 6   | Vancouver       | 9          |
| Feb.  | 28  | Vancouver       | 3   | New Westminster | 11         |
| Mar.  | 4   | Vancouver       | 5   | Victoria        | 4          |
| Mar.  | 7   | Victoria        | 1   | New Westminster | 0          |
| Mar.  | 17b | Vancouver       | 7   | New Westminster | 11         |
| Mar.  | 18c | Vancouver       | 6   | New Westminster | 10         |
| Mar.  | d   | Victoria        | –   | New Westminster | –          |

a Spelades i Vancouver
b Spelades i Calgary
c Spelades i Regina
d Inställd match

### Målvaktsstatistik
M = Matcher, V = Vinster, F = Förluster, SM = Spelade minuter, IM = Insläppta mål, N = Hållna nollor, GIM = Genomsnitt insläppta mål per match
|               | Lag             | M  | V  | F | SM  | IM | N | GIM   |
| ------------- | --------------- | -- | -- | - | --- | -- | - | ----- |
| Hughie Lehman | New Westminster | 12 | 4  | 8 | 737 | 51 | 0 | 4.15  |
| Bert Lindsay  | Victoria        | 15 | 10 | 5 | 927 | 56 | 1 | 3.63  |
| Allan Parr    | Vancouver       | 14 | 7  | 7 | 860 | 68 | 0 | 4.74  |
| Foxy Smith    | New Westminster | 1  | 0  | 1 | 60  | 10 | 0 | 10.00 |

### Poängligan
|                  | Lag             | Matcher | Mål | Assists | Poäng |
| ---------------- | --------------- | ------- | --- | ------- | ----- |
| Tommy Dunderdale | Victoria        | 15      | 24  | 5       | 29    |
| Carl Kendall     | Vancouver       | 16      | 14  | 6       | 20    |
| Fred Harris      | Vancouver       | 16      | 14  | 6       | 20    |
| Frank Patrick    | Vancouver       | 14      | 12  | 8       | 20    |
| Lester Patrick   | Victoria        | 15      | 14  | 5       | 19    |
| Cyclone Taylor   | Vancouver       | 14      | 10  | 8       | 18    |
| Jack McDonald    | Vancouver       | 16      | 11  | 4       | 15    |
| Bobby Rowe       | Victoria        | 15      | 8   | 7       | 15    |
| Ran McDonald     | New Westminster | 12      | 11  | 3       | 14    |
| Charles Tobin    | New Westminster | 12      | 11  | 3       | 14    |
| Eddie Oatman     | New Westminster | 13      | 9   | 3       | 14    |